# Riva (Maryland)
Riva és una concentració de població designada pel cens dels Estats Units a l'estat de Maryland. Segons el cens del 2000 tenia 3.966 habitants.

## Demografia
Segons el cens del 2000, Riva tenia 3.966 habitants, 1.423 habitatges, i 1.169 famílies. La densitat de població era de 612,5 habitants per km².
Dels 1.423 habitatges en un 37,6% hi vivien nens de menys de 18 anys, en un 72,1% hi vivien parelles casades, en un 6,3% dones solteres, i en un 17,8% no eren unitats familiars. En el 13,6% dels habitatges hi vivien persones soles el 4,1% de les quals corresponia a persones de 65 anys o més que vivien soles. El nombre mitjà de persones vivint en cada habitatge era de 2,79 i el nombre mitjà de persones que vivien en cada família era de 3,07.
Per edats la població es repartia de la següent manera: un 26,1% tenia menys de 18 anys, un 5,1% entre 18 i 24, un 28,8% entre 25 i 44, un 32% de 45 a 60 i un 7,9% 65 anys o més.
L'edat mediana era de 39 anys. Per cada 100 dones de 18 o més anys hi havia 98,3 homes.
La renda mediana per habitatge era de 88.287 $ i la renda mediana per família de 95.457 $. Els homes tenien una renda mediana de 54.750 $ mentre que les dones 36.122 $. La renda per capita de la població era de 41.975 $. Entorn de l'1,1% de les famílies i el 0,9% de la població estaven per davall del llindar de pobresa.

## Poblacions més properes
El següent diagrama mostra les poblacions més properes.